# Glenentela
Glenentela is een geslacht van kevers uit de familie somberkevers (Zopheridae).

## Soorten
Deze lijst is mogelijk niet compleet.
- G. costata
- G. serrata